# Яунмуктан, Ян Янович
Ян Янович Яунмуктан — советский хозяйственный и политический деятель.

## Биография
Родился в 1937 году в Латвии. Член КПСС.
Окончил среднюю школу.
В 1954—1957 гг. — тракторист Краславской МТС.
В 1957—1960 гг. — военнослужащий Советской Армии.
В 1960—1991 гг. — тракторист колхоза «Советская Латвия» Краславского района Латвийской ССР.
Депутат Верховного Совета СССР 9-го созыва. Делегат XXV съезда КПСС.
Жил в Латвии.

## Награды
- Орден Ленина
- Орден Трудового Красного Знамени